# Wilhelm Wolff

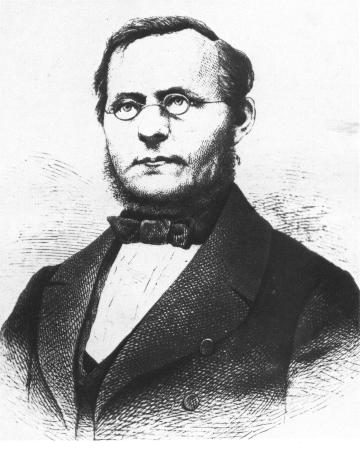
Retrato de Wilhelm Wolff.

Johann Friedrich Wilhelm Wolff, apelidado de Lupus (Tarnów, Polônia, 21 de junho de 1809 — Manchester, Reino Unido, 9 de maio de 1864), foi um mestre-escola, publicista e revolucionário alemão.
Karl Marx lhe dedica o livro primeiro de O Capital (1867): "Dedico ao meu inesquecível amigo, o impávido, leal e nobre vanguardeiro do proletariado Wilhelm Wolff".

## Biografia
Wilhelm Wolff nasceu em Tarnau, uma cidade do sudoeste da Polônia que hoje se chama Tarnów, em Ząbkowice Śląskie. Em 1831, virou membro ativo de uma organização radical de estudantes, o que o fez ser preso de 1834 a 1838.
Em 1846, conhece Karl Marx e Friedrich Engels e vira membro da Liga dos Justos. Depois, é um dos fundadores da Liga dos Comunistas com Marx, Engels e outros. Também torna-se editor da Neue Rheinische Zeitung ("Nova Gazeta Renana") no biênio 1848-1849.
Wolff foi participante ativo nas revoluções de 1848. Após as consequências daquele enorme acontecimento por toda a Europa e na Alemanha contra o capitalismo e governos imperialistas, emigra, assim como muitos outros militantes comunistas e revolucionários, para a Suíça em 1849 e para a Inglaterra em 1851 (onde Marx e Engels irão se estabelecer).
Foi membro do Parlamento de Frankfurt pela esquerda radical. Wolff deixou uma fortuna substancial para Marx continuar produzindo sua obra por determinado tempo.

## Legado
A dedicatória de Marx no primeiro livro de O Capital (1867) a Wolff exalta e divulga o seu protagonismo vanguardista no movimento operário do século XIX. Engels, por sua vez, lhe escreveu um texto biográfico em 1876.
A peça Os Tecelões ( Die Weber) de Gerhart Hauptmann é baseada no ensaio de Wolff sobre a revolta dos tecelões na Silésia em 1844 e sua supressão, Das Elend und der Aufuhr em Schlesien.